# Megamelus inflatus
Megamelus inflatus är en insektsart som beskrevs av Metcalf 1923. Megamelus inflatus ingår i släktet Megamelus och familjen sporrstritar. Inga underarter finns listade i Catalogue of Life.